# Dendranthema sinchangense
Dendranthema sinchangense là một loài thực vật có hoa trong họ Cúc. Loài này được (Ueki) Kitam. mô tả khoa học đầu tiên năm 1978.